# Cedar Walton
Cedar Anthony Walton Jr. (Dallas, 17 de janeiro de 1934 — Brooklyn, 19 de agosto de 2013) foi um pianista norte-americano de jazz, estilo hard bop. Walton ganhou destaque como um membro da banda do baterista Art Blakey, antes de estabelecer uma longa carreira como líder de banda e compositor. Várias de suas composições tornaram-se jazz standard, incluindo  "Mosaic", "Bolivia", "Holy Land," "Mode for Joe" e "Ugetsu", também conhecido como "Fantasy in D".

## Biografia
Cedar Walton nasceu e passou os primeiros anos de vida em Dallas, Texas. Ele começou a tocar piano aos dez anos de idade, motivado principalmente pelo seu próprio pai, que foi um professor do mesmo instrumento. O interesse em jazz também virá em breve, graças à sua família, já que seu pai foi um grande fã do estilo musical. Sua estreia artística nos palcos foi em Dallas, em diferentes grupos de blues, onde atuou ao lado de David Noon, entre outros.
Posteriormente, mudou-se com sua família para Denver, em cuja Universidade estudou por três anos antes de decidir seguir a música profissionalmente. Depois de passar pela Universidade, Walton mudou-se para Nova Iorque, em 1955.
Após um período de dois anos no exército, tocando em uma banda de jazz, Walton se juntou à banda de Kenny Dorham. Em seguida, participou com outros músicos, como Gigi Gryce, Lou Donaldson e com a formação do trombonista J. J. Johnson, substituindo o pianista Tommy Flanagan. Entre 1960 e 1961, pertenceu ao Jazztet, liderado pelo trompetista Art Farmer e o saxofonista Benny Golson, que contou com gravações de dois discos: Big City Sounds e The Jazztet and John Lewis.
Em 1961, ingressou aos Jazz Messengers, banda liderada pelo baterista Art Blakey, onde permaneceu até 1964, sendo também pianista, arranjador e compositor. Com Messengers, fez excursões internacionais, participando em vários discos, como Free For All e Mosaic. Depois de deixar a banda de Art Blakey, Walton iniciou sua carreira solo criando seus próprios grupos como líder. Ele formou vários trios e quartetos, enquanto colaborava com cantores, como Etta James e Abbey Lincoln. Em 1974, Walton trabalhou com Eddie Harris, Blue Mitchell, Lee Morgan, Freddie Hubbard e Milt Jackson. No início dos anos 80, Walton destacou o quarteto Eastern Rebellion, com George Coleman e Sam Jones. Então se juntou, Billy Higgins (bateria), Tony Dumas (contrabaixo), Bog Berg (saxofone). Com esta formação, fez várias excursões pela Europa.
Faleceu em 19 de agosto de 2013, em sua casa, no Brooklyn, aos 79 anos.

## Colaborações
Cedar Walton já tocou com músicos de jazz e grupos proeminentes, tais como Timeless All-Stars (sexteto formado por Harold Land, Bobby Hutcherson, Curtis Fuller, Buster Williams e Billy Higgins), Milt Jackson, Frank Morgan, Dexter Gordon, os vocalistas Ernestine Anderson, Freddy Cole, The Trumpet Summit Band, entre outros.